# Alarm Forest
Alam Forest – miejscowość w brytyjskim terytorium zamorskim Wyspa Świętej Heleny, Wyspa Wniebowstąpienia i Tristan da Cunha, położona na Wyspie Świętej Heleny. Według danych z dnia 7 lutego 2016 roku liczyła 383 mieszkańców.